# Jämtland
Jämtland (jémtland) je obsežna pokrajina na severozahodnem delu osrednje Švedske.
Jämtland je razgibana srednje visoka planota, s številnimi jezeri in obsežnimi gozdovi, ki se razprostira na površini 34.009 km². Od skupne površine je obdelano le okoli 2% zemljišča. Z gozdom pa je poraslo okoli 50% teritorija.
V pokraji živi 112 710 prebivalcev. Glavno mesto je Östersund, največje jezero pa je Storsjön.

## Galerija slik
- Hällingsåfallet
- Jezero Ånnsjön
- Jämtland poleti
- Jämtland pozimi
- Cerkev v Hågsjöju
- Jezero Blanktjärnarna
- Ristafallet
- Cerkev v Frösöju